# Esprit Scholen
Esprit Scholen (Onderwijsstichting Esprit) is een Nederlandse scholengroep met 15 scholen in Amsterdam en omstreken, in het basis- en voortgezet onderwijs.
De Espritscholen:
1. AICS (basis- en voortgezet onderwijs): een Nederlandse internationale school met een internationaal Engelstalig curriculum.
2. ALASCA (vwo+ en havo): een moderne, ambitieuze school met een internationaal curriculum voor onderwijs op het hoogste niveau.
3. Berlage Lyceum (vmbo-t, havo, atheneum en gymnasium): een tweetalige school met Europese en internationale oriëntatie.
4. Cartesius Lyceum (voortgezet onderwijs): een middelgrote school in een monumentaal pand.
5. DENISE (basis- en voortgezet onderwijs): een Nederlandse internationale school met een 3-jarige brugklas in de onderbouw van het voortgezet onderwijs en in de bovenbouw een VMBO-TL- en HAVO-examenprogramma en het International Baccalaureate diploma programme (IB-DP).
6. De Verwondering (basisonderwijs): een kleine basisschool in Monnickendam met de focus op gepersonaliseerd onderwijs en talentontwikkeling.
7. de Eilanden (basisonderwijs): een montessori basisschool waar kinderen van vier tot zes jaar bij elkaar in onderbouwgroepen zitten en kinderen van zes tot negen jaar in de middenbouwgroepen zitten. Het onderwijs is gefocust op het eigen tempo en eigen niveau van het kind.
8. de Europaschool (basisonderwijs): een gemiddeld grote basisschool in met een internationale oriëntatie. Naast het reguliere basisonderwijs krijgen de leerlingen vanaf vierjarige leeftijd les in een andere Europese taal en cultuur: Engels, Spaans of Frans.
9. Het 4e Gymnasium (voortgezet onderwijs): een middelbare school die bereikbaar is voor leergierige kinderen uit alle bevolkingsgroepen.
10. Marcanti College (voortgezet onderwijs): een middelbare school voor leerlingen met vmbo (kader of theoretisch), mavo of havo advies.
11. MSL (basisonderwijs): een montessori basisschool in Landsmeer waarbij de nadruk ligt op de creativiteit van leerlingen en het evenwicht tussen hoofd, hart en handen.
12. Mundus College (voortgezet onderwijs): een vmbo-school met alle niveaus (Basis/Kader/TL), een Internationale Schakelklas, praktijkonderwijs en de Eerste Opvang van Anderstaligen.
13. Spring High (basis- en voortgezet onderwijs): een school met een nieuwe onderwijsvorm, een combinatie van primair en voortgezet onderwijs, waarin een doorlopende leerlijn ontstaat voor leerlingen.
14. TASC (voortgezet onderwijs): een vmbo-school met een aanbod van drie techniekprofielen waarbij leerlingen toekomstbestendige vaardigheden ontwikkelen.
15. WSV (basisonderwijs): een basisschool met een onderwijsaanbod dat is gericht op de ontwikkeling van 21e-eeuwse vaardigheden van kinderen in de hedendaagse kennissamenleving.